# عضرفوط مدرع شائك القفا
العضرفوط المدرع شائك القفا (الاسم العلمي: Acanthosaura armata)، هو نوع من الزواحف يتبع جنس عضرفوط شائك القفا ضمن فصيلة العضرفوط شائك القفا ضمن رتبة الحرشفيات. يوجد في جنوب غرب آسيا.